# Glavni obveščevalni center
Glavni obveščevalni center (tudi Matjažev osvobodilni pokret, Matjaževa vojska, Jugoslovanski osvobodilni pokret, Center 101) je bilo glavno obveščevalno telo Nacionalnega komiteja Kraljevine Jugoslavije, ki je deloval v Salzburgu, nato pa v Lipnici.
Vodja centra je bil podpolkovnik Andrej Glušič (Slovenec). 